# Simon-Pierre Bestion
Pour les articles homonymes, voir Bestion.
Simon-Pierre Bestion de Camboulas, dit Simon-Pierre Bestion, né le 9 mars 1988 à Rodez, est un musicien, chef d'orchestre et chef de chœur français.

## Biographie
Simon-Pierre Bestion passe la majorité de son enfance en Vendée. Il reçoit ses premiers cours de musique par Abel Gaborit, alors organiste titulaire de la Cathédrale Notre-Dame-de-l'Assomption de Luçon. Il est plongé très tôt dans l'univers artistique de ses parents, fondateurs d'une petite compagnie de théâtre musical de marionnettes. Ces derniers transforment un ancien hangar à bateau jouxtant la maison familiale en petit théâtre. Simon-Pierre et ses quatre frères aident leurs parents aux lumières, à la musique, à la billetterie et au bar.
Il poursuit sa formation au Conservatoire de Nantes avec Michel Bourcier, y obtient un prix d'orgue et de formation musicale et se forme en parallèle au clavecin à Paris, recevant les conseils de musiciens et musiciennes prestigieux.
En 2006, il est finaliste du concours international d'orgue de Béthune, avant de se lancer dans la direction de chœur au Conservatoire de Nantes puis au Conservatoire national supérieur de musique et de danse de Lyon,.
Il fonde en 2007, toujours étudiant, l'ensemble Europa Barocca, puis le choeur Luce Del Canto l'année suivante. Ces deux entités donnent naissance à la compagnie La Tempête, en 2015.
Il collabore également avec des institutions culturelles, notamment en tant que chef invité pour des créations ou des opéras.
Il reçoit en 2022 le prix de la fondation Bettencourt-Schueller et de l'Académie des Beaux-arts pour le chant choral.

## Démarche artistique
Simon-Pierre Bestion défend l'intérêt de laisser à l'interprète une très grande liberté dans la manipulation de la matière musicale, la nécessité d'une appropriation très personnelle et totale des œuvres explorées. Marqué très tôt par les œuvres de compositeurs tels que Jean-Louis Florentz, Maurice Ohana ou Leonard Bernstein, il défend une exploration musicale où l'intention sonore prime sur les impératifs musicologiques,.
Il est profondément marqué par les polyphonies vocales anciennes et les traditions musicales extra-occidentales,,,, dont on retrouve des traces régulières dans ses créations. D'un point de vue scénique, il explore des nouvelles formes d'expression dans le concert classique, mobilisant aussi un travail visuel et acoustique lors de ses représentations.

## Créations principales
- 2015 : The Tempest[17],[18], d'après William Shakespeare (Locke, Purcell, Hersant, Martin, Pécou) - conception arrangements et direction - en disque (2015 - Alpha Classics - alpha608)[19]
- 2016 : Nocturne[20] (Rachmaninov, chants byzantins) - conception et direction - en disque (2022 - Alpha Classics - alpha897)[21]
- 2016 : Azahar[22],[23] (Igor Stravinsky, Machaut, Ohana, Alfonso X) - conception, arrangements et direction - en disque (2016 - Alpha Classics - alpha261)[19]
- 2017 : Vespro[24],[25] (Monteverdi, Anonyme) - conception, arrangements et direction - en disque (2019 - Alpha Classics - alpha552)[19]
- 2018 : Larmes de Résurrection[12],[26] (Schütz, Schein) - conception, arrangements et direction - en disque (2018 - Alpha Classics - alpha394)[19]
- 2019 : Bach Minimaliste[16],[27] (Bach, Adams, Gorecki, Alain, Pärt) - en collaboration avec l'artiste numérique Jemma Woolmore
- 2019 : Jérusalem / Prophete(s)[11] (Liszt, Rachmaninov, Pärt, Schütz, chants traditionnels, ...) - conception, arrangements et direction
- 2019 : La Bomba Flamenca[28] (Jannequin, de Manchicourt, Narvaez, de Morales, de Orto, Flecha ..) - conception, arrangements et direction
- 2020 : Hypnos[15] (De Févin, Senfl, Pärt, Tavener, Isaac, Greif, ....) conception, arrangements et direction - en disque (2022 - Alpha Classics - alpha786)[19]
- 2021 : Stabat Mater (Dvořák, Scarlatti) - conception arrangements et direction